# Nura Nal
Dream Girl (Nura Nal) es una superheroína ficticia de los cómics publicados por  DC Comics. Es miembro de la Legión de Super-Héroes en los siglos XXX y XXXI (30 y 31), este personaje fue creado por el escritor Edmond Hamilton y el artista John Forte, y su primera aparición fue en Adventure Comics #317.

## Biografía del personaje ficticio

### Versión original
El planeta natal de Nura es Naltor, donde prácticamente todos los habitantes poseen habilidades precognitivas. Después de predecir las muertes de muchos Legionarios, ella elaboró un plan para salvar sus vidas. Como parte de ese plan, ella usó ciencia de Naltor - en la cual era una experta - para cambiar los poderes de Ayla Ranzz, de lanzar rayos a ser capaz de hacer los objetos super ligeros. Por esta razón, años más tarde, Ayla que había sido conocida como Lightning Lass se convirtió en Light Lass.
Los Legionarios que ella vio morir en su visión eran en realidad dobles robots. Habiéndose unido al equipo con falsos pretextos, ella dejó la Legión temporalmente y se volvió miembro de la Legión de Héroes Sustitutos. Allí se reunió con Star Boy, con el cual estaba involucrada románticamente. Star Boy fue expulsado de la Legión por defenderse de Naltorian Kenz Nahor, el antiguo amor de Nura, quien había intentado asesinar a Star Boy porque estaba celoso de su relación con ella.
Años más tarde, Dream Girl se volvió líder de la Legión (siendo la segunda Legionaria en hacerlo), con su primera misión, siendo, tal vez, la misión más desafiante de la Legión: defender los Planetas Unidos de un atentado por el antiguo villano Darkseid. Su hermana Mysa, la Bruja Blanca, también fue una Legionaria. Su madre se llamaba Kiwa Nal, Vidente Superior de Naltor (la líder de Naltor); la identidad de su padre es un misterio pero se sabe que es un granjero de la Tierra, con quién su madre se casó al llegar a la Tierra.
La increíble habilidad de Dream Girl en la ciencia de Naltor la colocaron en un grupo de élite. Entre los Legionarios, su destreza científica solo era sobrepasada por Brainiac 5, el original Chico Invisible y tal vez igualada a la de Mon-El. Además, compensó la naturaleza no física de sus poderes al participar en numerosas sesiones de entrenamiento con Karate Kid. Eventualmente, ningún Legionario era más experto que ella en combate mano a mano, excepto por el mismo Karate Kid y Timber Wolf.

### Versión de relanzamiento
Después de los eventos de la miniserie Hora Zero: Crisis en el tiempo, la continuidad de la Legión fue totalmente reiniciada. La segunda versión de Nura, afirmaba llamarse Nura Schappin, cambiando su apellido a Nal porque, y así afirma: "Dice que soy de Naltor, sabes como es". Además, ella alega ser la primera vidente en nacer en Naltor tras siete generaciones, una afirmación que fue luego contradicha por otra historia de la Legión en Hora Zero.
Durante la mayoría de esta continuidad, Nura no era una Legionaria, aunque sí era novia de Star Boy. Además, sufría de narcolepsia, cayendo de sueño en cualquier momento que tuviera una visión. Ya no era hermana de Mysa, quien fue completamente removida de esta continuidad. Eventualmente, Nura obtuvo un lugar en la Legión bajo el nombre clave de Dreamer, poco antes de que la continuidad de la Legión fuera reiniciada otra vez en el 2005.

### Relanzamiento del 2005
En el 2005, su nombre clave volvió a ser Dream Girl. En esta continuidad, a veces pierde el sentido de algunos eventos en el presente al predecir eventos del futuro (una vez falló el intentar involucrarse en una pelea porque pensó que la pelea ya había empezado).
Brainiac 5 se sentía resentido con sus habilidades, ya que decía que ella solo "sabe" algo que el tiene que deducir, por esta razón cuestionaba sus habilidades. En respuesta, ella predijo que ellos iban a estar casados.
Más adelante, resulta que es asesinada en batalla; sin embargo, Brainiac 5 pone su cuerpo en estado de hibernación y trabaja para revivirla. Aunque no logra resucitarla por completo, ella se vuelve un espíritu con la habilidad de aparecer en los sueños o fantasías de cualquiera.
Al principio, las apariciones de Nura en la mente del aflijido Brainiac 5 fueron descartadas como reales (él incluso afirmó que la "Nura" en su cabeza podría ser una faceta de su subconsciente que aparece mientras sueña despierto, con el objetivo de apaciguar sus gustos), la presencia de Nura en la mente de Brainiac 5 se reconoció como un hecho, lo que causó que la Princesa Projectra se preocupara, ya que, al intentar destruir la Legión por no ser capaces de salvar a Orando, esta temía de las habilidades de Nura. Cuando Brainiac 5 tuvo el médium espiritual de Nura, este canalizó la mente de Nura lo suficiente como para tener intimidad física. Sin embargo, Projectra usa sus poderes en el subconsciente para obtener las inhibiciones y los impulsos de la mente de Brainiac para que atacasen a Nura al momento de regresar a su cuerpo. A pesar de los valientes esfuerzos de Querl por controlar los impulsos, estos ciegan a Nura a nivel espiritual, arrebatándola de su visión física y precognitiva, destino que acepta poco a poco, ya que para ella era suficiente estar con el amor de su vida.  Nura es revivida más tarde por Brainiac 5, transfiriendo su consciencia de vuelta a una versión renovada y clonada de su cuerpo original, otorgándole sus poderes y visión nuevamente. Posteriormente, ambos deciden avanzar con su matrimonio.
El puesto de Nura en la Legión fue reemplazado por un Naltoriano llamado Rol Purtha, alias Dream Boy.

### Posterior a Crisis Infinitas
Los eventos de “Crisis Infinitas” del 2005–2006, aparentemente restauraron un análogo cercano a la continuidad de la Legión de Pre-Crisis, como se observó en la trama de "The Lightning Saga", de la que formaba parte la Liga de la Justicia y Sociedad de la Justicia de América, además de la trama de "Superman y la Legión de Superhéroes" en Action Comics. Dream Girl es incluida en su número. En esta encarnación, sus poderes aparentan estar relacionados con reino de El Sueño, gobernado por Morfeo de los Eternos. Posteriormente, se revela que Dream Girl, de alguna manera, trasladó sus poderes proféticos a Thom Kallor.
En la historia de "The Lightning Saga", Dream Girl fue una de los Legionarios enviados al siglo 21, para capturar la esencia de Bart Allen contenida en un pararrayos antes de su muerte. Dream Girl fue encontrada en el Manicomio Arkham como prisionera del Doctor Destiny, quien usó sus poderes como su nueva "piedra del sueño".
Dream Girl formó parte de los miembros desaparecidos de la Legión en la trama de "Superman y la Legión de Superhéroes". En esta historia, y las siguientes miniseries, llamadas Legión de Tres Mundos, fue revelado que Dream Girl tenía visiones proféticas de Superboy-Prime como el heraldo de la "Crisis del Siglo XXXI (31)", lo que motivó a Brainiac 5 a preparar un plan de contingencia para derrotar a Prime, incluyendo la resurrección de Bart Allen.
La última aparición de Dream Girl fue en Adventure Comics #1 (vol. 2), aparentemente de vuelta en el siglo XXI (21) y encarcelada en un dispositivo.

### Post-Renacimiento
En el reinicio de 2019 de Legion of Super-Heroes, cuando Nura Nal es reclutada como legionaria y recibe el apodo de Dream Girl, al principio cuestionaron el uso de "niña", mostrando que no necesariamente se ven a sí mismos en ese género. pero terminé aceptando. Aunque se reconoce como mujer, se hace referencia a Nura con el pronombre neutral de género "ellos".

## Poderes y habilidades
Como todos los residentes de Naltor, Nura tiene el poder de ver el futuro y experimentar visiones en sus sueños; es calificada como una de las videntes más poderosas en el planeta. Sus habilidades en combate mano a mano - habiendo entrenado con Karate Kid - combinado con su habilidad de ver segundos al futuro, la hacen una oponente formidable en batalla, capaz de derribar a The Persuader. Sin embargo, la enorme cantidad de posibles futuros le hacen difícil mantener la ventaja. Sus habilidades precognitivas también la hacen superior en planes estratégicos.
Nura es una científica habilidosa, especializada en biología; cuando Brainiac 5 renunció a la Legión al ser acusado de asesinar a Infinite Man, el líder del equipo, Polar Boy, le preguntó a Nura si quería ser la científica en jefe de la Legión. Ella es muy carismática, capaz de convencer a hombres y mujeres de hacer lo que ella quiera, además de haber liderado a la Legión contra el despertar de Darkseid. 

### Equipamiento
Como miembro de la Legión de Superhéroes, ella es provista con un Anillo de Vuelo. Le permite volar y la protege del vacío espacial y otros ambientes peligrosos. En más de una ocasión, ella fue capaz de demostrar una extraordinaria voluntad para extender el poder anti-gravedad del anillo a otros objetos, como si estuviese usando telequinesis 

## Otras versiones
Nura Nal aparece en el cómic digital de Smallville, temporada 11, basado en la serie de televisión.
Nia Nal aparece en la serie de television Supergirl, en la cuarta temporada, interpretado por la actriz Nicole Maines.

## Otros medios
- En Superman: la serie animada, Dream Girl hizo un cameo en el episodio "New Kids in Town."
- Dream Girl aparece en la Legión de Superhéroes, cuya voz la hizo Tara Platt. Aparencienco en cameos sobre la pantalla. En el episodio "En tus sueños", Dream Girl ayudó a la Legión a predecir dónde el Círculo Oscuro atacaría. Pronto, el Círculo Oscuro le llama a la atención las habilidades de Nura, causando que la secuestraran con el objetivo de usarla a su favor.
- Nia Nal / Dreamer, un personaje basado en Nura Nal, descrita como una pariente lejana de esta, aparece en la cuarta temporada de la serie de CW, Supergirl, es interpretada por Nicole Maines. Ella es la primera superheroína transgénero en la televisión.[8]